# Antonio Biosca
Antonio Biosca Pérez (ur. 8 grudnia 1949 w Almerii) – hiszpański piłkarz występujący podczas kariery zawodniczej na pozycji obrońcy. Uczestnik mistrzostw świata 1978.
Grał w UD Puertollano oraz Realu Betis.

## Sukcesy

### Real Betis
- Puchar Króla (1): 1976